# Drijat
Drijat (in arabo دريجات‎?; in ebraico דריג'את‎?) è un villaggio sotto la giurisdizione del consiglio regionale di al-Kasom, situato nel distretto Meridionale, in Israele. La popolazione del villaggio è costituita da arabi palestinesi e si differenzia culturalmente e socialmente dai beduini degli insediamenti circostanti.

## Storia
Il villaggio venne fondato nel XIX secolo da contadini del clan Abu Hammad originari del monte Hebron. Gli abitanti vissero in abitazioni rupestri ricavate dalle grotte locali fino al XX secolo, per poi realizzare successivamente abitazioni in pietra. Il villaggio venne riconosciuto dalle autorità israeliane solo nel 2004, dopo decenni di battaglia burocratica da parte degli abitanti. Sfornita dei basilari servizi pubblici, la comunità si attivò quindi nell'avviare un progetto per alimentare il villaggio attraverso l'installazione di pannelli fotovoltaici.

## Società
Il villaggio si differenzia culturalmente dagli insediamenti circostanti abitati dai beduini e rappresenta l'unica comunità fallah del Negev. Gli abitanti sono tutti membri del clan Abu Hammad. A differenza dei vicini insediamenti beduini, non riconosciuti dalle autorità, Drijat gode di un buono status socioeconomico; molti degli abitanti del villaggio riscuotono ottimi risultati dal punto di vista accademico e professionale. Tuttavia il villaggio rimane sfornito dal punto di vista infrastrutturale, non essendo collegato alla rete elettrica nazionale. L'elettricità è generata attraverso l'energia solare, che alimenta gran parte degli edifici comunitari, tra i quali la moschea. Il villaggio ha sviluppando un forte settore turistico.